# Backa Backa Palanka
Fudbalski klub Backa, på dansk Backa - Backa Palanka, er en fodboldklub fra Backa Palanka, Vojvodina i Serbien.
Backa er en fodboldklub fra Backa Palanka, der i 2016 opnåede at rykke op i Superliga Srbije. Klubben blev stiftet i 1945.